# Atractus ronnie
Atractus ronnie — вид змій родини полозових (Colubridae). Ендемік Бразилії.

## Поширення і екологія
Atractus ronnie мешкають в штаті Сеара на північному сході Бразилії, в гірських масивах Серра-де-Батуріте, Чапада-ду-Араріпе і Серра-де-Ібіапаба. Вони живуть в сухих тропічних лісах каатинги, на висоті понад 500 м над рівнем моря.

## Збереження
МСОП класифікує цей вид як такий, що перебуває під загрозою зникнення. Atractus ronnie загрожує знищення природного середовища.